# Andre Pittig
Andre Pittig (* 1982 in Dissen am Teutoburger Wald) ist ein deutscher Psychologe und approbierter psychologischer Psychotherapeut mit Schwerpunkt Verhaltenstherapie. Er ist Professor und seit April 2023 Leiter der Abteilung für Translationale Psychotherapie an der Georg-August-Universität Göttingen.

## Leben und Wirken
Andre Pittig absolvierte sein Psychologiestudium an der Universität Bielefeld, das er 2008 mit Auszeichnung abschloss. Anschließend war er von 2009 bis 2013 als Doktorand am Lehrstuhl für Klinische und Biologische Psychologie und Psychotherapie der Universität Mannheim tätig, wo er schließlich auch in Psychologie promovierte. Von 2009 bis 2011 verbrachte er einen Forschungsaufenthalt als Gastwissenschaftler am Anxiety Disorders and Depression Research Center der University of California, Los Angeles (UCLA).
Nach seiner Promotion setzte Pittig seine wissenschaftliche Laufbahn als Postdoktorand fort: zunächst 2013–2014 an der Universität Mannheim, dann von 2015 bis 2018 am Institut für Klinische Psychologie und Psychotherapie der Technischen Universität Dresden.
2017 erhielt Pittig die Approbation als Psychologischer Psychotherapeut mit Schwerpunkt Verhaltenstherapie nach einer postgradualen Ausbildung am Zentrum für Psychologische Psychotherapie (ZPP) Mannheim.
2018 übernahm Pittig die Leitung der Nachwuchsforschungsgruppe  „Kognitive Kontrolle im Kontext von Stress und Gesundheit“ am Lehrstuhl für Psychologie der Universität Würzburg. Von 2021 bis 2023 war er Professor für Translationale Psychotherapie an der Friedrich-Alexander-Universität Erlangen-Nürnberg.
Seit 2023 leitet er die Abteilung für Translationale Psychotherapie für Psychologie an der Georg-August-Universität Göttingen. Außerdem ist Pittig Teil der Leitung der Fachgruppe Klinische Psychologie und Psychotherapie der Deutschen Gesellschaft für Psychologie.

## Arbeits- und Forschungsschwerpunkte
Sein Forschungsschwerpunkt liegt in der experimentellen Psychopathologie und Psychotherapie, insbesondere in der Angstforschung. Dabei untersucht er die Mechanismen und Veränderungen von Annäherungs-Vermeidungs-Entscheidungskonflikten. Des Weiteren befasst er sich mit der Übertragung wissenschaftlicher Erkenntnisse in psychotherapeutische Interventionen und der Optimierung und Verbreitung evidenzbasierter Psychotherapie.
Researchgate verzeichnet über 100 Publikationen unter Beteiligung Andre Pittigs.

## Auszeichnungen und Preise
- 2014: Förderpreis für herausragende Nachwuchswissenschaftler verliehen von der Fachgruppe Klinische Psychologie und Psychotherapie der Deutschen Gesellschaft für Psychologie (DGPs)
- 2016: Associate Editorial Board Membership Award, verliehen an herausragende Nachwuchsforscher von der internationalen Zeitschrift Behavior Research and Therapy
- 2020: Forschungspreis zur Würdigung erbrachter wissenschaftlicher Leistung, Auszeichnung der Fakultät für Humanwissenschaften, Julius-Maximilians-Universität Würzburg
- 2024: Betreuer:innen-Preis[5] (1. Platz) für hervorragende Promotionsbetreuung verliehen durch die Fachgruppe für Klinische Psychologie & Psychotherapie der Deutschen Gesellschaft für Psychologie (DGPs)[1]

## Schriften (Auswahl)
- mit Ingmar Heinig, Jürgen Hoyer: Kognitive Verhaltenstherapie der Angststörungen. In: Peter Zwanzger (Hrsg.): Angst. Springer MWV Medizinisch Wissenschaftliche Verlagsgesellschaft, Berlin 2021, S. 165–174, ISBN 978-3-95466-406-1.
- mit Juliane Junge-Hoffmeister: Operante Methoden. In: Jürgen Hoyer, Susanne Knappe (Hrsg.): Klinische Psychologie & Psychotherapie. Springer Berlin, Heidelberg 2021, S. 599–616, ISBN 978-3-662-61813-4.